# Rage Against the Machine
Rage Against the Machine (também conhecida como RATM ou simplesmente Rage) é uma banda de rock com origem em Los Angeles, Califórnia. Formado em 1991, o grupo consiste no rapper e vocalista Zack de la Rocha, no baixista e vocalista de apoio Tim Commerford, no guitarrista Tom Morello, e no baterista Brad Wilk. Inicialmente, a instrumentação foi inspirada no heavy metal, bem como em outros grupos de "hip-hop" como Afrika Bambaataa, Public Enemy, The Beastie Boys, e na banda holandesa Urban Dance Squad. Rage Against the Machine é também conhecida pelas visões políticas revolucionárias de esquerda de seus membros, que foram expressadas em muitas músicas. Até o ano de 2010, eles haviam vendido cerca de 16 milhões de discos pelo mundo.
Em 1992, a banda lançou seu álbum de estréia auto-intitulado, que se tornou um sucesso comercial, levando a uma abertura no Lollapalooza 1993. A banda não divulgou um registro até 1996, com o Evil Empire. O terceiro álbum da banda The Battle of Los Angeles, foi lançado em 1999. Durante sua temporada inicial de nove anos, eles se tornaram uma das bandas mais populares e influentes da história da música, segundo a jornalista musical Colin Devenish.  Eles também foram ordenadas # 33 no VH1's 100 Grandes Artistas de Hard Rock. A banda teve uma grande influência sobre o gênero nu metal que surgiram em meados da década de 1990. Em 2007, os membros originais, após inicialmente anunciarem o regresso para um concerto único no festival Coachella, decidiram organizar uma digressão que se estenderá a diversos países, entre os quais Portugal.
Em 01 de novembro de 2019 a banda anunciou seu retorno aos palcos em 2020, com cinco apresentações. A informação foi divulgada em uma conta do grupo criada no Instagram.

## História

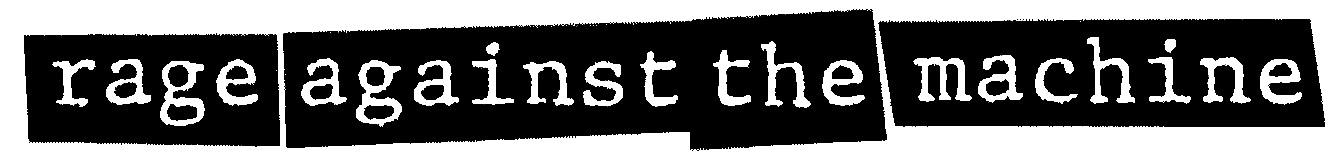
Logotipo do primeiro álbum da banda.

Em 1991, o guitarrista Tom Morello deixou sua banda, Lock Up, querendo começar outra banda. Ele estava em um clube em Los Angeles, onde Zack de la Rocha fazia uma apresentação de rap freestyle. Morello ficou impressionado, as pessoas diziam, pelos livros de De la Rocha , que queria ser um rapper em uma banda. Morello convidando o baterista Brad Wilk , que anteriormente fez o teste para Lock Up, enquanto De la Rocha convenceu o seu amigo de infância, Tim Commerford de participar como baixista. O recém-batizado Rage Against the Machine nomearam-se depois uma canção que Zack de la Rocha havia escrito para sua ex-banda de hardcore punk underground, Inside Out (também a ser o título do álbum não gravado Inside Out). Kent McClard, Com quem Inside Out foram associados, tinha inventado a frase em um artigo de 1989, na revista No Answers.
Logo após a formação, deram a sua primeira apresentação pública, em Orange County, Califórnia, onde um amigo de Commerford estava fazendo uma festa em casa.
O primeiro grande projeto do grupo era, que o álbum de estréia saísse por uma grande gravadora.
A fita demo do Rage Against the Machine, era constituido por doze canções em fita cassete, que venderam 5.000 cópias, que foi revertido todo o dinheiro para o fã clube.
A imagem da capa era o mercado de ações com um triplo jogo gravado para o cartão de embutimento. Nem todas as doze canções fizeram parte do primeiro álbum e duas canções acabaram sendo incluídas como B-sides, sendo os restantes três canções nunca mais ver um lançamento oficial. Várias gravadoras manifestaram interesse, ea banda finalmente assinou com a Epic Records.
Morello disse: "Epic concordou com tudo que pedimos, e eles acreditaram de que, nós nunca fomos um conflito, desde que tivermos liberdade para criar"

### Sucesso na mídia
Em 16 de abril de 1996, foi lançado o esperado segundo disco. Evil Empire entrou directamente para o primeiro lugar do Top 200 da Billboard. O álbum critica, entre outros, o governo de Ronald Reagan e a relação entre os EUA e a URSS e inclui faixas como Bulls On Parade, People of the Sun, Vietnow, Revolver, Roll Right e Tire Me (que ganhou o prêmio de melhor performance de metal no Grammy Awards). Em Julho do mesmo ano a banda começou uma digressão pelos EUA que durou até Outubro.
No início de 1998 a banda gravou "No Shelter", parte da trilha sonora do filme Godzilla. Em meados do ano, a banda começava já a ensaiar para o álbum The Battle of Los Angeles, eleito em 2020 pela revista Metal Hammer como um dos 20 melhores álbuns de metal de 1999. Em Setembro, a parte instrumental para as 14 músicas já estava pronta embora as letras estivessem ainda incompletas. Em Janeiro de 1999 a banda organizou um concerto em beneficência de Mumia Abu-Jamal. Apesar de alguns imprevistos, atraiu muita atenção. O mesmo concerto incluiu ainda as apresentações dos hoje bem conhecidos Black Star, Bad Religion e Beastie Boys. Em Genebra (Suíça), em 12 de abril do mesmo ano, Zack de la Rocha manifestou-se contra as Nações Unidas referindo Mumia Abu-Jamal e a pena de morte nos EUA. Os Rage Against The Machine tocaram depois no Tibetan Freedom Concert e em Woodstock 99. Em Woodstock, queimaram a bandeira americana no palco enquanto tocavam Killing In The Name.
Um dos momentos mais marcantes dos Rage Against the Machine aconteceu durante a filmagem do videoclipe de "Sleep now in the fire", em 26 de janeiro de 2000. O vídeo dirigido por Michael Moore foi gravado à entrada da Bolsa de valores de New York, em plena Wall Street. A banda causou um verdadeiro pandemônio, obrigando a Bolsa de New York a fechar uma hora antes. Os membros da banda acabaram por ser presos.

### Fim da banda
Em 18 de outubro de 2000, o vocalista Zack de la Rocha declarou oficialmente que iria deixar a banda. "Sinto que é necessário abandonar os Rage, pois não estamos conseguindo tomar decisões em conjunto", referiu à Imprensa. "Já não funcionamos mais como um grupo e, eu acredito que esta situação está destruindo os nossos ideais políticos e artísticos. Estou muito orgulhoso com o nosso trabalho, quer como ativistas quer como músicos. E também grato a cada pessoa que expressou solidariedade e partilhou esta incrível experiência conosco". Respondendo à declaração de Zack, Tom Morello disse: "Eu não tenho maus sentimentos, e desejo que Zack se dê bem com seu projeto solo. Mas todos estão excitados com as 29 músicas que nós temos gravadas, e algumas delas vão ser lançadas logo." Essa citação se refere ao álbum com material cover, lançado meses mais tarde. A Epic Records disse que estava muito triste com a notícias. Por algum tempo, Zack esteve trabalhando em seu projeto solo com outros artistas hip-hop, como DJ Shadow, Company Flow e Amir do The Roots.
Há quem diga que uma das razões da saída de Zack foi o fato ocorrido no mês anterior durante a apresentação VMA, no qual Tim Commerford escalou uma estrutura do palco e teve que ser retirado do Radio City Music Hall pela segurança. Ele fez isso em protesto ao fato da banda Limp Bizkit ter ganhado o prêmio de banda de rock de ano.
O prometido álbum de covers, chamado Renegades, foi lançado em 5 de dezembro de 2000, e contava com "How I Could Just Kill a Man" (Cypress Hill), "Maggie's Farm" (Bob Dylan) e 'Renegades of Funk" (Afrika Bambaataa).
Zack passou a se dedicar à carreira solo, enquanto os demais integrantes se juntaram a Chris Cornell, ex-vocalista do Soundgarden, formando o Audioslave, que lançou o primeiro CD em novembro de 2002. No ano seguinte, saiu o disco Live at the Grand Olympic Auditorium, que contém uma apresentação ao vivo do Rage Against the Machine.

### Regresso

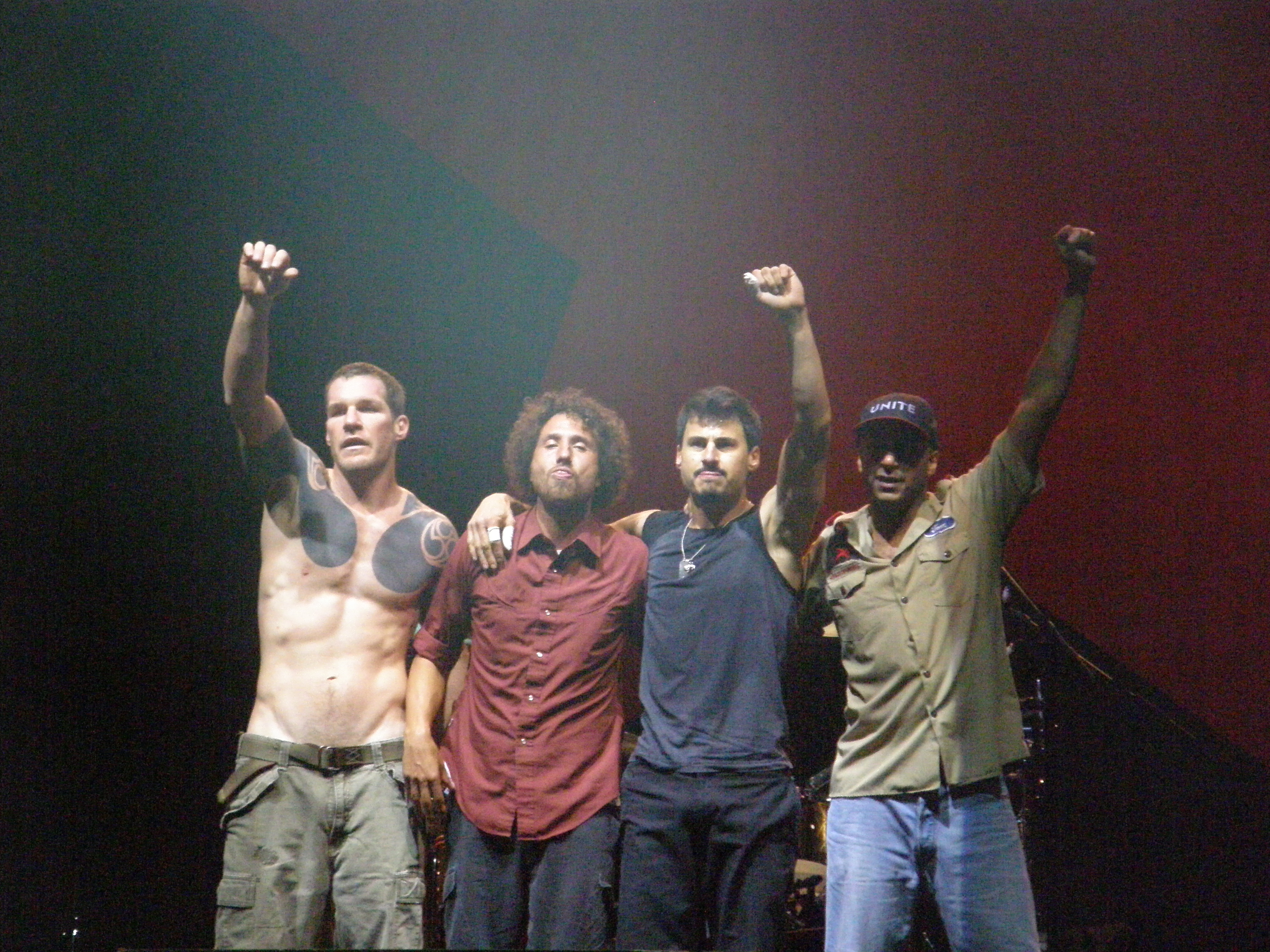
A banda, no final de concerto em 2007.

Em 2007, os esperançosos fãs da banda receberam uma série de notícias que os fizeram acreditar novamente na reativação das atividades da banda.
Primeiro, receberam a notícia que tanto desejavam: o Rage Against The Machine se reunirá mais uma vez, como atração principal na edição 2007 do festival Coachella, em abril, na Califórnia.
Após, Chris Cornell, vocalista do Audioslave, anunciou sua saída da banda por "conflitos pessoais e diferenças musicais".
E por fim, em 25 de fevereiro de 2007, foi anunciado que o RATM marcou mais três datas, como parte do festival de hip hop Rock The Bells, tocando ao lado do Wu-Tang Clan. Após a apresentação no Coachella, Tom Morello disse que não há planos para novo material do RATM.
Em 7 de junho, entrou no ar a página www.ratm82407.com, um site do RATM que mostra duas contagens regressivas. Rumores dizem que se trataria do anúncio de uma turnê mundial, visto que o sítio foi registrado pela empresa Live Nation, responsável por agendar grandes turnês para bandas.
Depois de se confirmar uma digressão pela Austrália na edição de 2008 do Big Day Out, os RATM anunciaram o regresso à Europa, para o Rock Am Ring e Rock Im Park na Alemanha e o Pinkpop Festival nos Países Baixos. A 13 de dezembro de 2007, foi confirmado o regresso dos RATM a Portugal para um concerto no festival Optimus Alive!, em Algés, a 10 de Julho de 2008. Pouco depois, em 2009, a banda esteve presente no festival Rock in Rio Madrid.
Recentemente Brad Wilk disse em uma entrevista para o site Diabetes Forecast  que a banda tem planos para uma turnê na América do Sul em 2010. Segundo ele "A próxima coisa no futuro do RATM é uma turnê pela América do Sul em 2010. Quem sabe um novo disco seja bom. Nós também devemos fazer uma turnê pelos Estados Unidos da América".
Eis que no dia 9 de outubro de 2010, o RATM faz sua primeira passagem pelo Brasil para tocar no Festival de música SWU na cidade de Itu sendo assim uma das bandas mais esperadas. Apesar de algumas falhas no som e na organização, o primeiro show em solo brasileiro teve grande impacto e recebeu elogios. Tom Morello vestiu o boné do MST durante a execução da canção Wake Up e Zack dedicou a canção People of the Sun ao MST. Segundo o Centro de Mídia Independente e outros sites de jornalismo alternativo, o Multishow, que havia prometido a transmissão "na íntegra" do show da banda, teria censurado a exibição com o corte da transmissão após 35 minutos de seu início, no exato momento em que o guitarrista Tom Morello colocou um boné do MST. Em vez do show, passou a transmitir o "Sexytime", programa de televisão pornográfico que só estava previsto para ir ao ar 1h25min depois. O canal alegou que a transmissão foi interrompida por problemas técnicos após invasão da área restrita à equipe de transmissão e não pode ser confirmado qual informação era verdadeira. Entretanto, é incontroverso que os elogios que o vocalista Zack de La Rocha fez ao Movimento dos Sem Terra brasileiro foram suprimidos da transmissão que o canal Multishow fazia, tendo ocorrido censura pelo menos nessa parte. No dia 10 de outubro Tom Morello deu a seguinte declaração em sua conta no Twitter sobre o ocorrido: "Eu entendo que a rede cortou quando eu coloquei o boné do PST. Isso significa que nós estamos vencendo". E depois corrigiu dizendo que o correto era MST, e não PST.
No entanto em 30 de julho de 2011 o RATM fez o que pode ser sua ultima apresentação para comemoração dos vinte anos da banda no festival chamado L.A Rising, porém em 01/05/2014 o baterista Brad Wilk disse que a banda havia encerrado as atividades apos o show em L.A Rising e em 10/06/2016 Tom Morello confirmou o fim definitivo da banda e seguira com sua nova banda chamada Prophets Of Rage que consiste em membros do RATM, Cypress Hill e Public Enemy.
Em 01 de novembro de 2019, a banda anunciou através de sua conta no Instagram que se reuniriam novamente em 2020 para cinco apresentações, incluindo o festival Coachella, na Califórnia.

## Visões políticas e ativismo

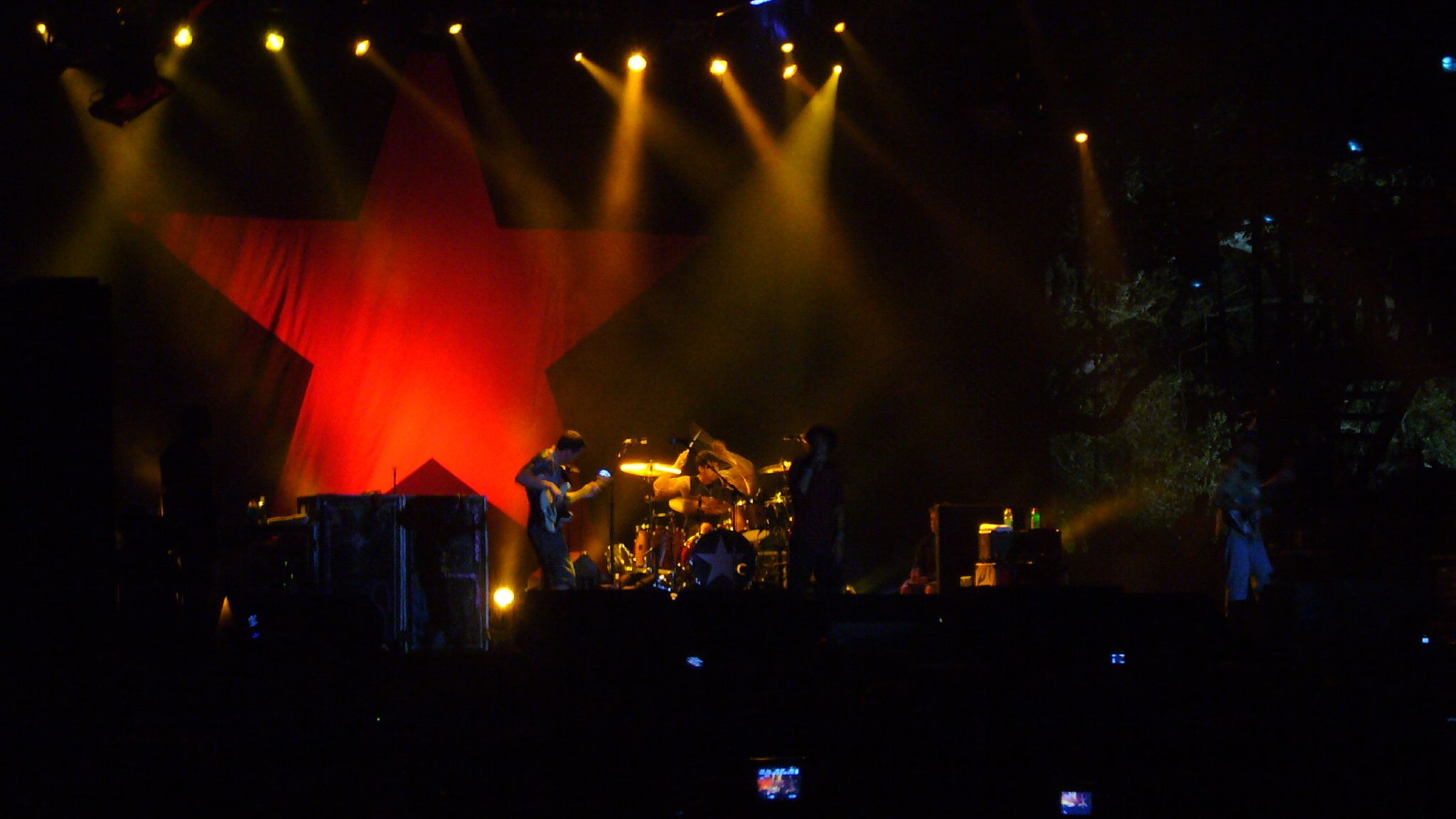
A banda tocando em frente a bandeira do Exército Zapatista de Libertação Nacional.

Os membros do Rage Against the Machine são conhecidos por seus ideais revolucionários de esquerda, e quase todas as letras da banda focam nesses ideais. Chave para a sua identidade, a banda expressou pontos de vista altamente críticos em relação às políticas internas e externas dos governos atuais e anteriores dos EUA. O avô do vocalista, Isaac de la Rocha Beltrán (1910–1985), foi um revolucionário  que lutou na Revolução Mexicana. Ao longo de sua existência, seus membros participaram de protestos políticos e outros ativismos para defender suas crenças. A banda vê sua música como um veículo para o ativismo social. De la Rocha explicou:
"Estou interessado em divulgar essas ideias através da arte, porque a música tem o poder de cruzar fronteiras, romper cercos militares e estabelecer diálogos reais."
Morello sobre a escravidão do salário nos Estados Unidos:
A América se proclama como a terra dos livres, mas a liberdade número um que você e eu temos é a liberdade de entrar em um papel subserviente no local de trabalho. Depois de exercitar essa liberdade, você perderá todo o controle sobre o que você faz, o que é produzido e como é produzido. E no final, o produto não pertence a você. A única maneira de evitar patrões e empregos é se você não se importa em ganhar a vida. O que leva à segunda liberdade: a liberdade de morrer de fome.
O jornalista estadunidense Brian Doherty acusou o grupo de hipocrisia por se comprometerem com causas de esquerda enquanto são milionários assinados pela Epic Records, uma subsidiária do conglomerado de mídia Sony Music. A banda Infectious Grooves lançou uma música chamada "Do What I Tell Ya!" (Faça o que eu mando!) que zomba da letra de "Killing in the Name" pelo mesmo motivo. Em resposta a essas críticas, Morello disse:
Quando você vive numa sociedade capitalista, a moeda da disseminação da informação passa pelos canais capitalistas. Será que Noam Chomsky objetaria que suas obras fossem vendidas na Barnes & Noble? Não, porque é onde as pessoas compram seus livros. Não estamos interessados em pregar apenas aos convertidos. É ótimo tocar em prédios abandonados administrados por anarquistas, mas também é ótimo poder alcançar pessoas com uma mensagem revolucionária, pessoas de Granada Hills a Estugarda.
De la Rocha complementou:
Sim, para reunir o maior número possível de pessoas para participar do debate político, para iniciar o diálogo. Eu estava me perguntando hoje, por que alguém iria subir ao topo da embaixada americana com um cartaz que diz "Libertem Mumia Abu-Jamal", por que você faz isso? Isso é para chamar a atenção da imprensa internacional. A rede internacional que a Sony tem disponível é para mim a ferramenta perfeita que você conhece, pode fazer com que mais pessoas se unam a uma consciência revolucionária e lutem.

## Jogos
- Em 2000 a música "Guerrilla Radio" estava presente na abertura e na trilha sonora do game Tony Hawk's Pro Skater 2.
- Em 2004 a música "Killing in the Name" estava presente na Radio X do jogo GTA San Andreas.
- Em 2006 a música "Killing in the Name" estava presente no quinto show do game Guitar Hero II
- Em 2007 a música "Bulls on Parade" Estava Presente no segundo Encore do Jogo Guitar Hero III: Legends of Rock, nesta música o jogador toca ao lado de Tom Morello.
- Em 2008 a música "Testify" Estava Presente no Jogo Rock Band 2.
- Em 2009 a música "Guerrilla Radio" estava presente na trilha sonora do game Madden NFL 10.
- Em 2009 a música "Killing in the Name" estava presente na trilha sonora do jogo Guitar Hero: Smash Hits
- Em 2008 a música "Sleep Now in the Fire" estava presente na trilha sonora do jogo Skate 2
- Em 2009 a música "Guerrilla Radio" estava presente em um dos packs de Download do Rock Band
- Em 2009 a música "Bulls on Parade" estava presente no Jogo Rock Band: Metal Track Pack
- Em 2010 a música "Bulls on Parade" estava presente em um dos packs de Download do Rock Band
- Em 2011 a música "Killing in the Name" estava presente na trilha sonora do jogo Marvel vs. Capcom 3: Fate of Two Worlds

## Integrantes
- Zack de la Rocha – vocal
- Tom Morello – guitarra
- Tim Commerford – baixo
- Brad Wilk – bateria

## Discografía

### Álbuns de estúdio
- 1992: Rage Against the Machine
- 1996: Evil Empire
- 1999: The Battle of Los Angeles
- 2000: Renegades

### Álbuns ao vivo
- 1998: Live & Rare
- 2003: Live at the Grand Olympic Auditorium

### Singles
| 1993                                                                                  | "Killing in the Name"         | —  | —  | —  | 7  | 109 | 13 | —  | 8  | —  | 1  | Rage Against the Machine                      |
| 1993                                                                                  | "Bullet in the Head"          | —  | —  | —  | 47 | —   | —  | —  | 19 | —  | 16 | Rage Against the Machine                      |
| 1993                                                                                  | "Bombtrack"                   | —  | —  | —  | 8  | —   | —  | —  | 11 | —  | 37 | Rage Against the Machine                      |
| 1994                                                                                  | "Freedom"                     | —  | —  | —  | —  | —   | —  | —  | 17 | —  | —  | Rage Against the Machine                      |
| 1994                                                                                  | "Year of tha Boomerang"       | —  | —  | —  | —  | —   | —  | —  | —  | —  | —  | Higher Learning                               |
| 1996                                                                                  | "Bulls on Parade"             | —  | 11 | 36 | 29 | 27  | 46 | 4  | 22 | 9  | 8  | Evil Empire                                   |
| 1996                                                                                  | "People of the Sun"           | —  | —  | —  | —  | —   | —  | —  | —  | —  | 26 | Evil Empire                                   |
| 1996                                                                                  | "Down Rodeo"                  | —  | —  | —  | —  | —   | —  | —  | —  | —  | —  | Evil Empire                                   |
| 1997                                                                                  | "Vietnow"                     | —  | —  | —  | —  | —   | —  | —  | —  | —  | —  | Evil Empire                                   |
| 1998                                                                                  | "The Ghost of Tom Joad"       | —  | 34 | 35 | —  | —   | —  | —  | —  | —  | —  | Non-album single                              |
| 1998                                                                                  | "No Shelter"                  | —  | 33 | 30 | —  | —   | —  | —  | —  | —  | —  | Godzilla                                      |
| 1999                                                                                  | "Guerrilla Radio"             | 69 | 6  | 11 | —  | —   | —  | 17 | —  | 42 | 32 | The Battle of Los Angeles                     |
| 2000                                                                                  | "Sleep Now in the Fire"       | —  | 8  | 16 | —  | —   | —  | —  | —  | —  | 43 | The Battle of Los Angeles                     |
| 2000                                                                                  | "Testify"                     | —  | 16 | 22 | —  | —   | —  | —  | —  | —  | —  | The Battle of Los Angeles                     |
| 2000                                                                                  | "Calm Like a Bomb"            | —  | —  | —  | —  | —   | —  | —  | —  | —  | —  | The Battle of Los Angeles                     |
| 2000                                                                                  | "Renegades of Funk"           | —  | 9  | 19 | —  | —   | —  | —  | —  | —  | —  | Renegades (álbum de Rage Against the Machine) |
| 2001                                                                                  | "How I Could Just Kill a Man" | —  | 37 | 39 | —  | —   | —  | —  | —  | —  | —  | Renegades (álbum de Rage Against the Machine) |
| "—" lançamentos que não estiveram nas tabelas ou que não foram editados naquele pais. |                               |    |    |    |    |     |    |    |    |    |    |                                               |

## Videografia
- 1997: Rage Against the Machine
- 1999: The Battle of Mexico City
- 2003: Live at the Grand Olympic Auditorium

### Vídeos musicais
- "Killing in the Name"
- "Bombtrack"
- "Bullet in the Head"
- "Freedom"
- "Bulls on Parade"
- "People of the Sun"
- "No Shelter"
- "Guerrilla Radio"
- "Sleep Now in the Fire" (dirigido por Michael Moore)
- "Testify" (dirigido por Michael Moore)

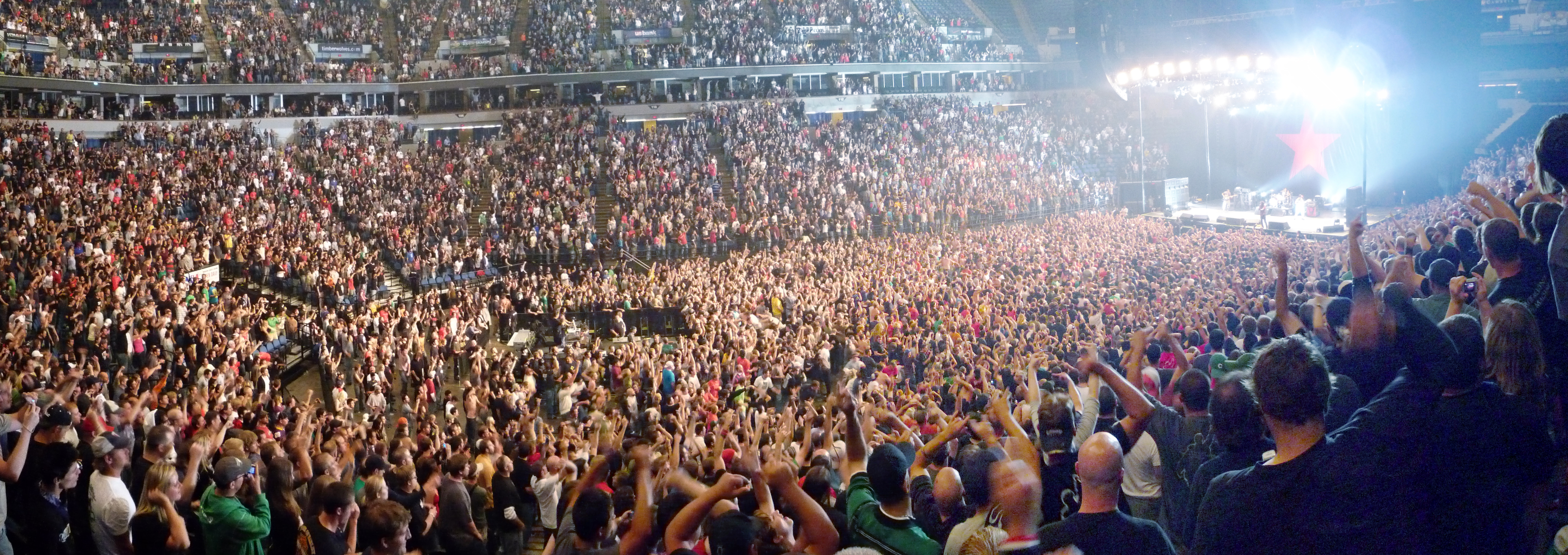
Ao vivo (2008) no Target Center.

- "Renegades of Funk"
- "How I Could Just Kill a Man"